# Il Natale del 1833
Il Natale del 1833 è un componimento poetico dell'autore italiano Alessandro Manzoni. 
Viene generalmente inserito all'interno del carteggio contenente i manoscritti degli Inni Sacri, pur non facendo parte dell'elenco del progetto iniziale trattandosi di una poesia "d'occasione".

## La composizione
Il giorno di Natale del 1833 moriva Enrichetta Blondel, la prima moglie del Manzoni, dopo una malattia durante la quale egli non aveva cessato fino all'ultimo di sperare e di invocarne da Dio la guarigione. Non fu solo la sventura della morte della moglie a tormentare l`animo del poeta, ma anche lo strazio religioso di vedere respinta da Dio la sua supplica; quella morte significò subire una grave prova di fede. Proprio nel giorno che santifica la nascita di Gesù, il giorno di Natale 1833, quando Manzoni attendeva che il Bambino redentore gli portasse in dono il miracolo di una guarigione, vedeva invece morire l'amatissima Enrichetta, la donna che aveva sposato e che gli aveva dato numerosi figli, ma soprattutto la persona che con la sua spiritualità lo aveva riavvicinato al cattolicesimo e alla quale dunque riconosceva una parte non secondaria della sua conversione. 
Nel marzo del 1835, ripensando a quel dolore e al turbamento che ne era seguito, in uno stato d'animo di più sereno distacco e di più ferma fede («morrò s'io non ritorno, culla beata, a te», dicono due versi sparsi dell'abbozzo), il Manzoni incominciò a stendere le strofe di un "nuovo" Natale del 1833. Queste strofe si presentano infatti tra le sue carte in due versioni: la prima, scritta di getto nel 1833, si compone di 17 ottave di settenari, la seconda, datata 14 marzo 1835, più breve, di sole 5 ottave. Fra questi due disegni compositivi mesi di silenzio, un lungo spazio vuoto quasi come se il poeta non riuscisse a scrivere.

## Il romanzo di Pomilio
Interessante l'interpretazione di Mario Pomilio che, dinanzi al silenzio poetico di Manzoni, elabora un componimento misto di storia e d'invenzione; lo scrittore, addentrandosi nel mondo dei sentimenti del Manzoni con grande intuizione, abilità narrativa e grazie al suo ingegno, riesce a tradurre in immagini visive il dolore e la sofferenza del poeta. Pomilio, ripescando tra le carte del Manzoni i versi abbozzati e rimasti incompiuti, versi che sono grida di protesta disarmata di un uomo che si ribella alla propria sventura, narra la vicenda interiore del Manzoni a poche ore dal lutto fino alla difficile stesura dell'opera incompleta. Racconta, attraverso un immaginario carteggio fra Giulia Beccaria e Mary Clarke, l'eccezionale avventura spirituale che Manzoni compie rielaborando il suo lutto. L'avventura è quella di una coscienza religiosa che scopre le oscurità e le asprezze della fede e che viene a conoscenza per la prima volta dell'infinita lontananza che si crea tra l'uomo e Dio quando egli tace davanti alle richieste umane. Manzoni diventa nel romanzo di Pomilio forse soltanto un pretesto con il quale l'autore tenta di dare una risposta all'animo sconsolato, malinconico e tormentato affannosamente nel domandarsi il perché, nonostante Dio, il dolore abiti il mondo.
La risposta che Pomilio trova è posta a conclusione del suo libro: «la croce di Dio ha voluto essere il dolore di ciascuno; e il dolore di ciascuno è la croce di Dio». Pomilio risolve la sofferenza umana in formula quasi matematica: se Dio per la salvezza dell'uomo ha dovuto pagare il prezzo della sua agonia, allora l'opera del riscatto continua a passare attraverso la sofferenza. Al contrario Manzoni non cerca di trovare una risposta alla sofferenza, anzi quando giunge al dilemma intellettuale di negare la provvidenza o di accusarla («Ti vorrei dir: che festi?/Ti vorrei dir: perché?», dicono due versi del primo abbozzo) scopre che anche nel silenzio di Dio vi è un disegno provvidenziale, preferendo allora il silenzio: non a caso «cecidēre manus» ("caddero le mani") recitano le parole su cui chiude, incerta, la poesia.